# Nåjd

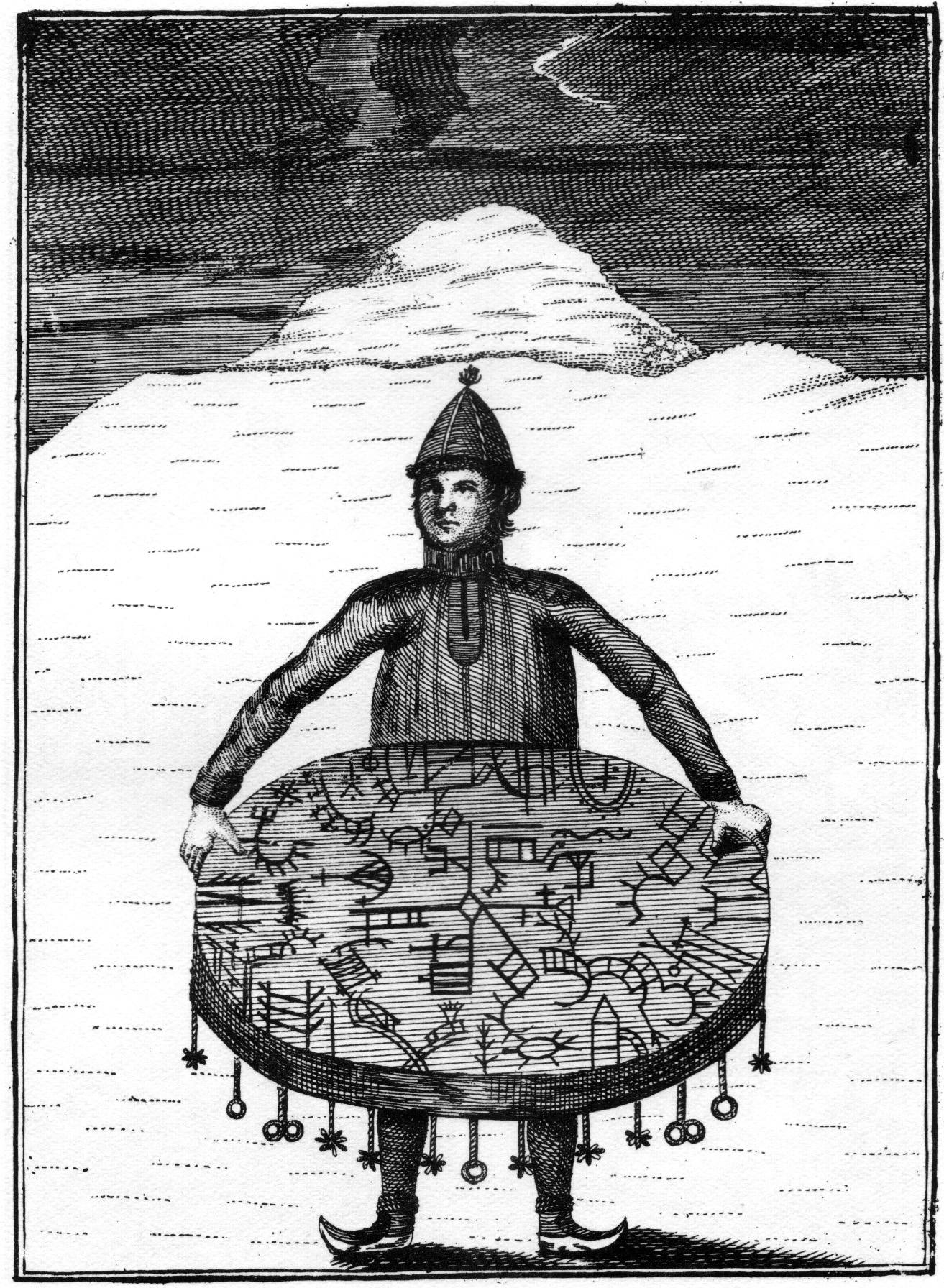
Nåjd med Shamantrumma (kopparstick från 1767)

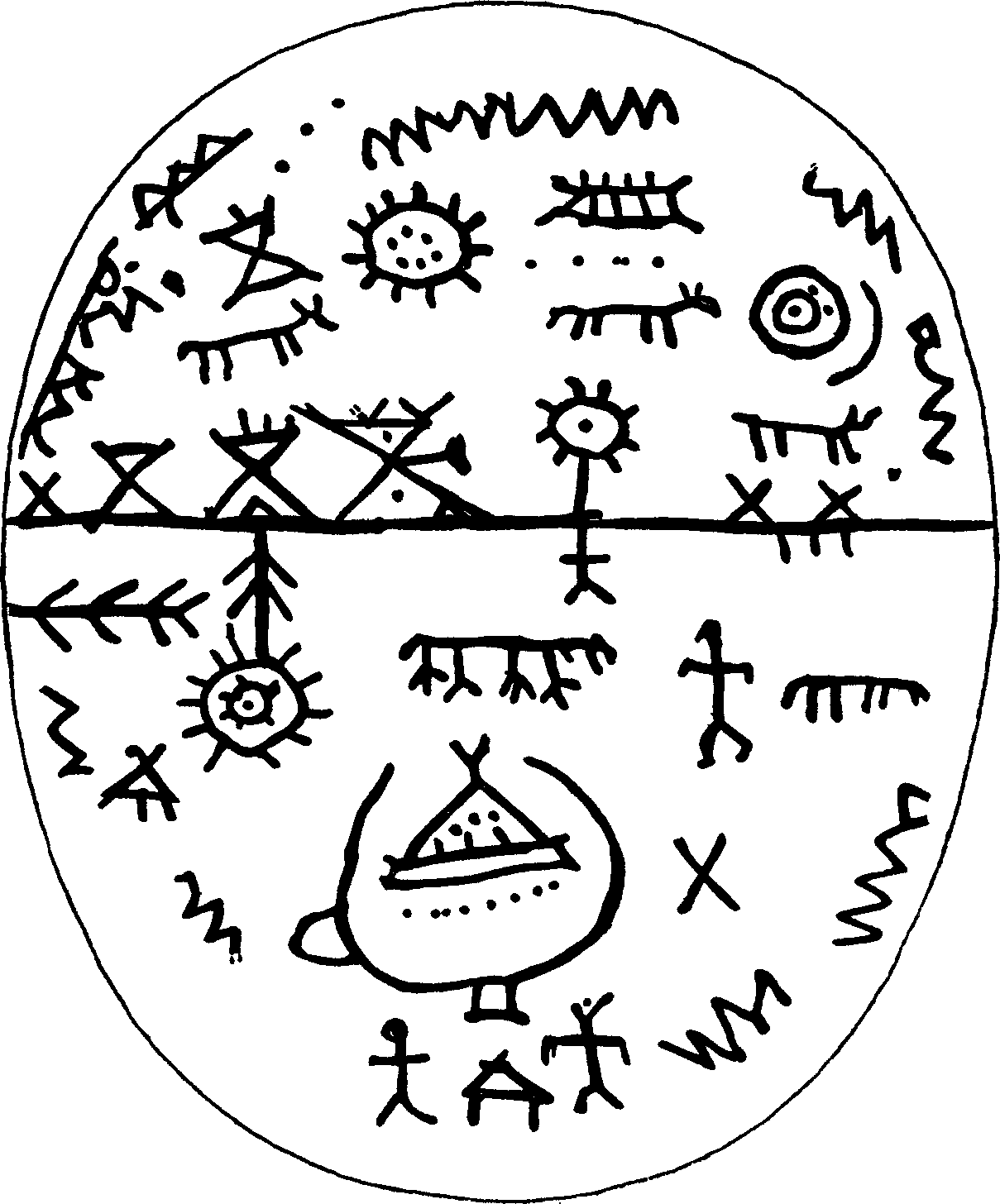
Samisk trumma (goavddis) från lulesamiskt område, nu i Cambridge

Nåjd (förr naid, från samiska noajdde eller noaidi, jämför fi. noita, "den kloke") var förr en sorts vishetslärare i samisk mytologi, samernas schaman, där kunskap ärvdes till en person genom muntlig tradition.

## Funktion
De flesta nåjder som omtalats i äldre tid var män, men det förekom även kvinnliga nåjder. Nåjden var en inflytelserik person i det samiska samhället (sijdda), ofta beskriven som medicinman med spådomskunskaper. 
Nåjden hade även en religiös funktion, enligt de skrifter som finns bevarade från 1600-talet. Arbetet var yrkeskunskaper som gått i arv eller inlärts genom äldre personer, och spådomen utfördes med hjälp av redskap, speciellt en så kallad nåjdtrumma (på norska runebom; runtrumma). 
Nåjden lär ha varit behjälplig i allehanda situationer, från äktenskapsfrågor till renskötsel. Vad man egentligen menar med schaman kan diskuteras, men en rimlig indelning kan exempelvis vara företrädare för en ätt eller personer som dömts för religionsbrott. Källorna till detta är främst domstolsprotokoll, berättartraditioner, återfunna "verktygssamlingar" samt kristna missionärers beskrivningar.
Det har ofta påståtts att endast män kunde bli nåjder och använda nåjdtrumman, men både Rijkuo-Maja och Silbo-gåmmoe ska båda ha varit nåjder och använt nåjdtrumman.

## Förföljelse
Att missionärer historiskt sett har gett sin bild av nåjden skall förstås i ljuset av ett intensivt missionsarbete för att kristna den samiska befolkningen från 1500-talet och efterföljande århundraden som innebar förföljelse av samiskt kulturellt och religiöst utövande.
Nåjdens inflytande i religionsutövningen framställs av det kristna prästerskapet som ren "trolldom", på sådan hög nivå att nåjden kontrollerar och råder över själve djävulen. Genom en kristen förklaringsmodell ansågs nåjden få denna makt med hjälp av "djävulska redskap", exempelvis den samiska ceremonitrumman som felaktigt kom att kallas för "trolltrumma". Trolldomsterminologin användes också vanligtvis av domstolarna, vilka bestraffade nåjderna mycket hårt.
Det hårda motståndet mot samisk religionsutövning är en stor förlust för såväl samisk som nordisk kulturhistoria och var förmodligen ett sätt att motverka motstånd och kunna kontrollera samerna. Uppfattningen att nåjder var redskap för djävulen och till med var djävulen själva, förekom i norra Norge där nåjder brändes på bål. I Sverige brändes år 1693 nåjden Lars Nilsson levande på bål i Arjeplog ihop med sina religiösa artefakter.
Idag finns ingen person som har sådan funktion, men motsvarigheter finns fortfarande hos andra cirkumpolära urfolk exempelvis evenkerna i Sibirien.

## Nåjder
- Lars Nilsson
- Aike Aikesson
- Erik Eskilsson
- Rika Maja
- Quiwe Baarsen
- Anna Greta Matsdotter